# Michel Adanson
Michel Adanson (Aix-en-Provence, 1727. április 7. – Párizs, 1806. augusztus 3.) francia természettudós, botanikus. Botanikai szakmunkákban nevének rövidítése: „Adans.”.

## Életpálya
A családja 1730-ban költözött el Párizsba. Párizsban Réaumur-től és Bernard de Jussieu-től tanult. Tanulmányait befejezve a Collège Sainte-Barbe tanára. 1741-től 1746-ig előadásokat tartott a Collège Royalban. A Kanári-szigeteken, majd 1749-től 1754-ig Szenegálban kutatta az ottani növény- és állatfajokat. Vizsgálta a kereskedelem lehetséges formáit, pontosította az ország térképeit, rendszeres meteorológiai és csillagászati megfigyeléseket végzett, nyelvtanfolyamokat tartott, nyelvi szótárt állított össze. Növénygyűjteményének egy része Párizsban a Francia Természetrajzi Múzeum tulajdona.

## Kutatási területei
A növények külső jellemzőin alapuló rendszerezési és elnevezési módszert dolgozott ki. Osztályozási módszerét a tudományág nem ismerte el. Georges-Louis Leclerc de Buffon és Carl von Linné osztályozási rendszerét alkalmazzák. Ő vezette be a növénytani vizsgálatokban a statisztikai módszerek használatát. Tanulmányozta a zsibbasztó rájákkal kapcsolatos elektromos jelenségeket, a békák és csigák végtagjainak, ill. fejének regenerációját. 1774-ben elfogadta a Francia Természettudományi Akadémia iránymutatását a növények besorolásánál.

## Írásai
- 1757-ben került kiadásra a Histoire naturelle du Sénégal című munkája, amely Szenegál növényvilágát, valamint a puhatestűek osztályát mutatta be.
- 1763-ban kiadta a Familles naturelleseit des plantes munkáját, amiben kifejtette a növények besorolásának természetes módszerét.

## Szakmai sikerek
- 1759-ben beválasztották a Francia Természettudományi Akadémia tudományok tagozatába.